# Myotis martiniquensis
Myotis martiniquensis es una especie de murciélago de la familia Vespertilionidae.

## Distribución geográfica
Se encuentra en Barbados y Martinica.